# District de Xinpu
Le district de Xinpu (新浦区 ; pinyin : Xīnpǔ Qū) est une subdivision administrative de la province du Jiangsu en Chine. Il est placé sous la juridiction de la ville-préfecture de Lianyungang.